# Klein London
Klein London ist ein Ortsteil der Gemeinde Wrestedt in der Samtgemeinde Aue im niedersächsischen Landkreis Uelzen. 

## Geografie und Verkehrsanbindung
Der Ort liegt südlich des Kernortes Wrestedt und südlich von Uelzen. 
Südwestlich von Klein London hat der Bornbach seine Quelle. Er fließt westlich durch das 283 ha große Naturschutzgebiet Bornbachtal. Südlich erheben sich die Wierener Berge, die eine Höhe von 136 Metern (Hoher Berg) erreichen.
Die B 4 (= B 191) verläuft westlich und der Elbe-Seitenkanal verläuft östlich.